# Cercopithecus mitis
El cercopiteco de diadema o mono azul (Cercopithecus mitis) es una especie de primate catarrino de la familia Cercopithecidae nativo de África Central y Oriental, que habita entre el Valle del Rift y el río Congo, hasta norte de Angola y noroccidente de Zambia. Incluye nueve subespecies, entre las cuales están el mono azul (C. m. mitis), el guenon de cuello blanco (C. m. albogularis), el guenon dorado (C. m. kandti) y el guenon plateado (C. m. doggetti).

## Descripción
Es una de las especies de mayor tamaño de su género: la longitud del cuerpo varía entre 40 y 70 cm y la de la cola entre 70 y 100 cm; el peso fluctúa entre 6 y 12 kg. Como los demás cercopitecos presenta un claro dimorfismo sexual, siendo el macho más grande que la hembra. El color del dorso es gris, marrón u oliváceo, según la subespecie, mientras que la cara ventral es más clara y las patas son casi negras. El nombre común se debe a una mancha en la frente en forma de diadema.

## Hábitat y comportamiento
Permanece siempre cerca de fuentes, depósitos o corrientes de agua. Es arborícola y tiene hábitos diurnos. Vive en grupos territoriales formados por 10 a 40 individuos. Se alimenta principalmente de frutas, pero su dieta también incluye vegetales diversos y ocasionalmente larvas, lombrices y otros animales pequeños. El acoplamiento puede producirse en cualquier época del año.